# Epipremnum aureum
Epipremnum aureum, comúnmente conocido como potus, pothos o poto (antiguamente clasificado dentro del género Pothos y, por esto, conocido habitualmente bajo este nombre) es una especie de la familia Araceae nativa del sudeste asiático (Malasia, Indonesia) y Nueva Guinea. En ocasiones es confundida con philodendron en las floristerías.

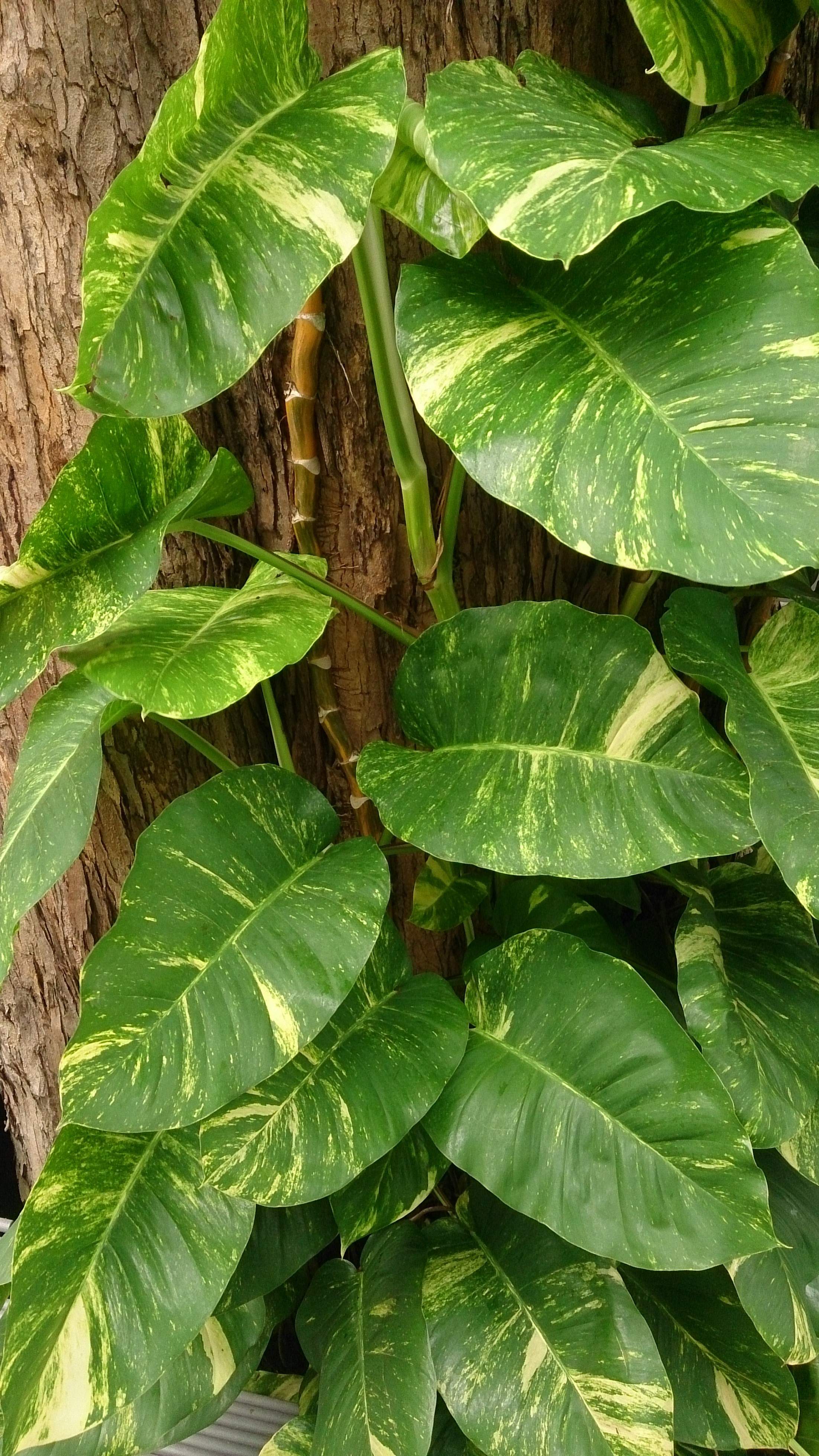
Vista de la planta.

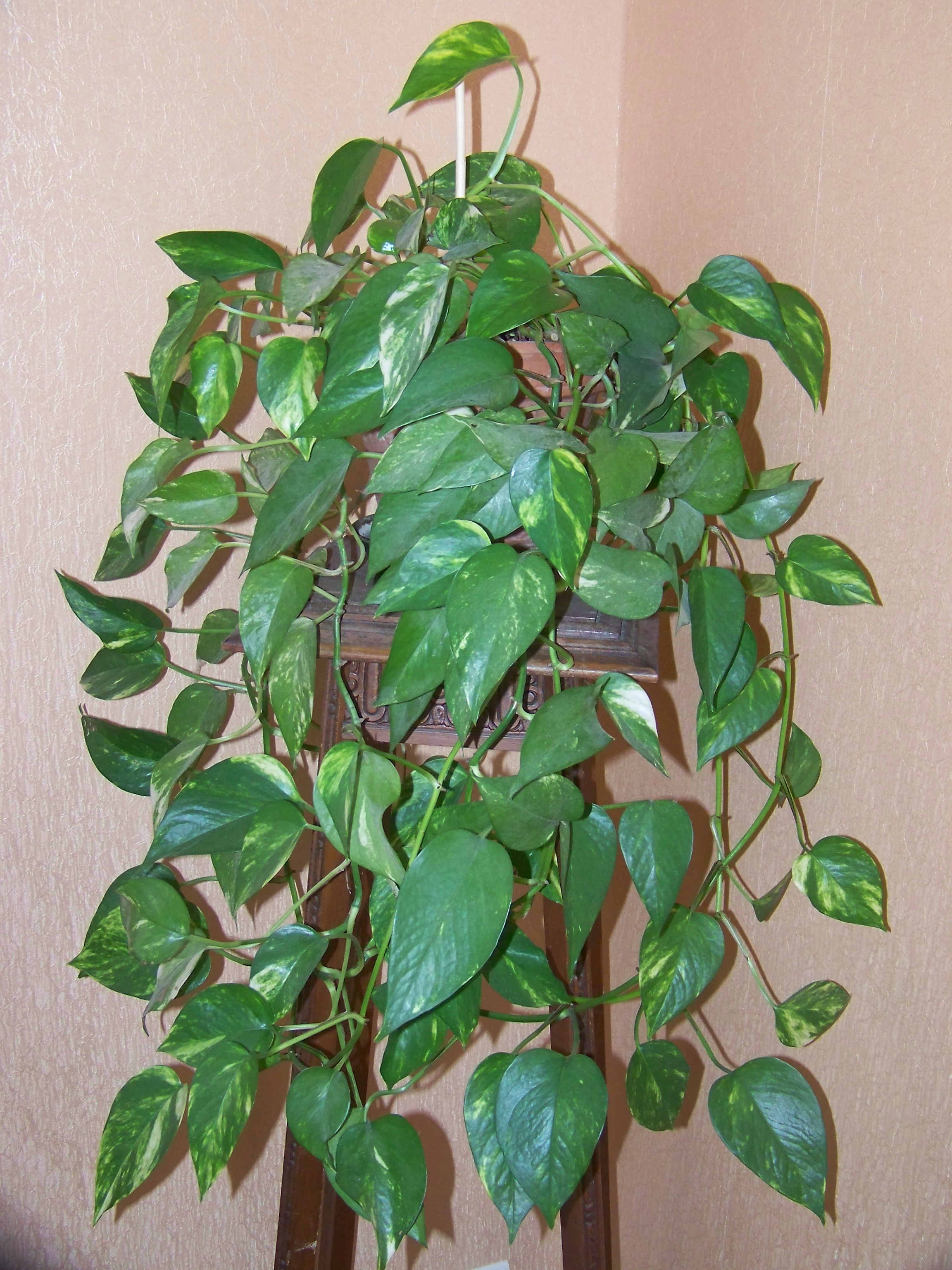
Trepadora

## Características
Es una liana que puede alcanzar 20 m de alto, con tallos de hasta 4 cm de diámetro. Trepa mediante raíces aéreas que se enganchan a las ramas de los árboles. Las hojas son perennes, alternas y acorazonadas, enteras en las plantas jóvenes, pero irregularmente pinnadas en las maduras y de hasta 1 m de largo por 45 cm de ancho (en las plantas jóvenes no superan los 20 cm de largo). Esta planta florece  muy raramente, ya sea en la naturaleza o cultivada, debido a que no sintetiza la fitohormona giberelina, produciéndose la floración si se suministra de manera artificial. La última floración observada de manera natural se produjo en Singapur en 1964.

## Cultivo y usos

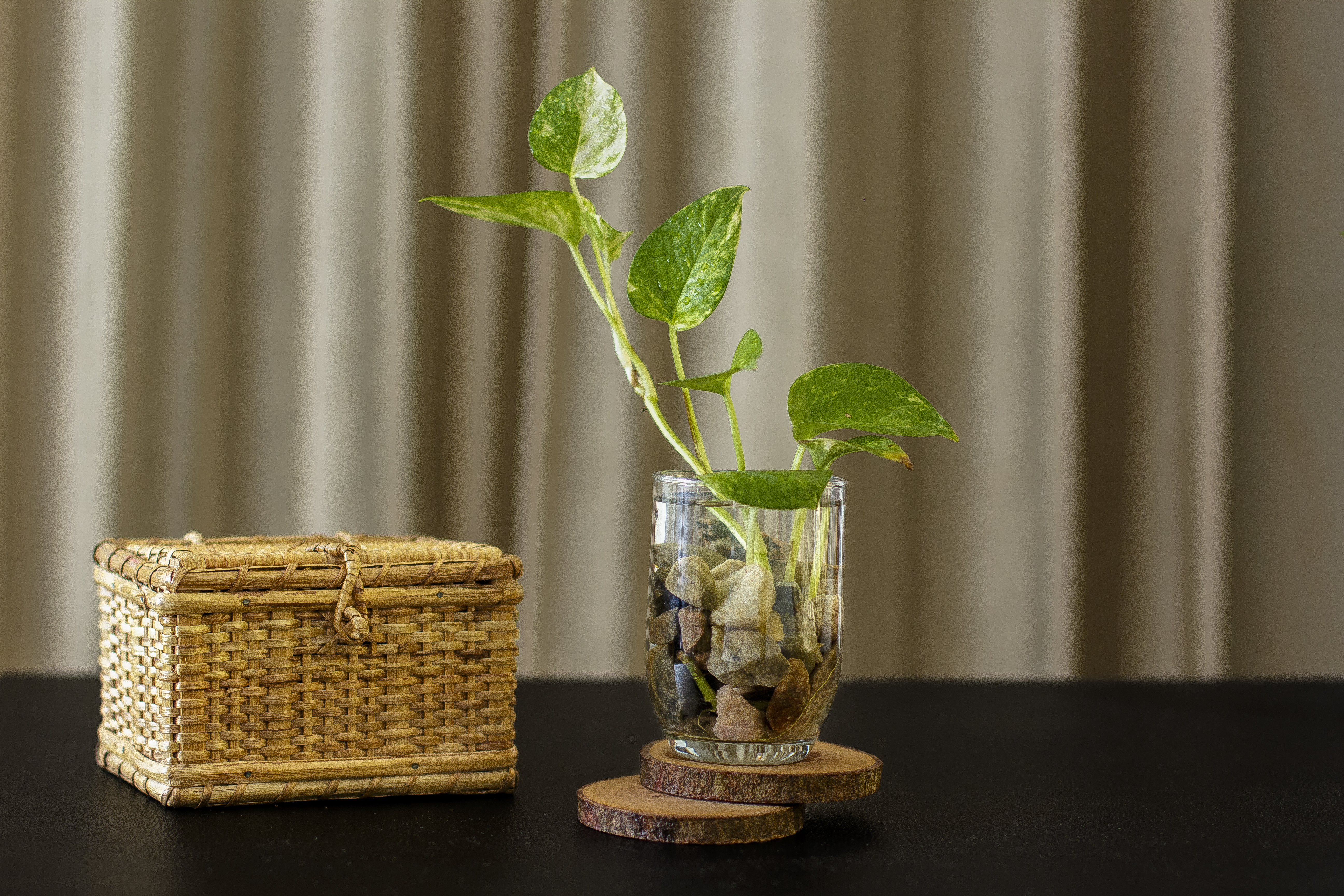
Epipremnum aureum o "Poto"

Es una popular planta de interior con numerosos cultivares seleccionados por tener hojas variegadas de color amarillo, blanco o verde claro. A menudo se utiliza como elemento decorativo en centros comerciales, oficinas e instalaciones públicas, principalmente porque es una especie de aspecto atractivo, muy resistente y que requiere pocos cuidados. Es también eficaz contra la contaminación ambiental en interiores, eliminando formaldehído, xileno y benceno.
Como planta interior puede alcanzar varios metros de altura si se le da el soporte adecuado (un tutor para trepar). Los mejores resultados se consiguen proporcionándole luz media indirecta; tolera una luminosidad intensa, pero largos periodos de luz solar directa queman las hojas. Vegeta bien con una temperatura de entre 17 a 30 °C. Generalmente sólo necesitará riego cuando la tierra se note seca al tacto. Se puede añadir un fertilizante líquido en primavera y se debe replantar cada dos años. Sin embargo, es una planta muy robusta que soporta las malas condiciones de cultivo. En cultivo hidropónico crece rápidamente.
La reproducción de esta planta, al no florecer normalmente por medios naturales, se realiza fácilmente por medio de esquejes.
La ASPCA (American Society for the Prevention of Cruelty to Animals - Sociedad americana para la prevención contra la crueldad hacia los animales) la ha clasificado como tóxica para gatos y perros debido a la presencia de oxalatos cálcicos solubles. Entre los síntomas de su consumo se incluye la irritación oral, vómitos y dificultad en la deglución.

## Taxonomía
Epipremnum aureum fue descrita por (Linden & André) G.S.Bunting y publicado en Annals of the Missouri Botanical Garden 50: 28. 1963[1964].
Sinonimia
- Epipremnum aureum (Linden & André) G.S.Bunting
- Epipremnum angustilobum K.Krause
- Epipremnum glaucicephalum Elmer
- Epipremnum merrillii Engl.
- Epipremnum mirable Schott</9